# Fabio Civitelli

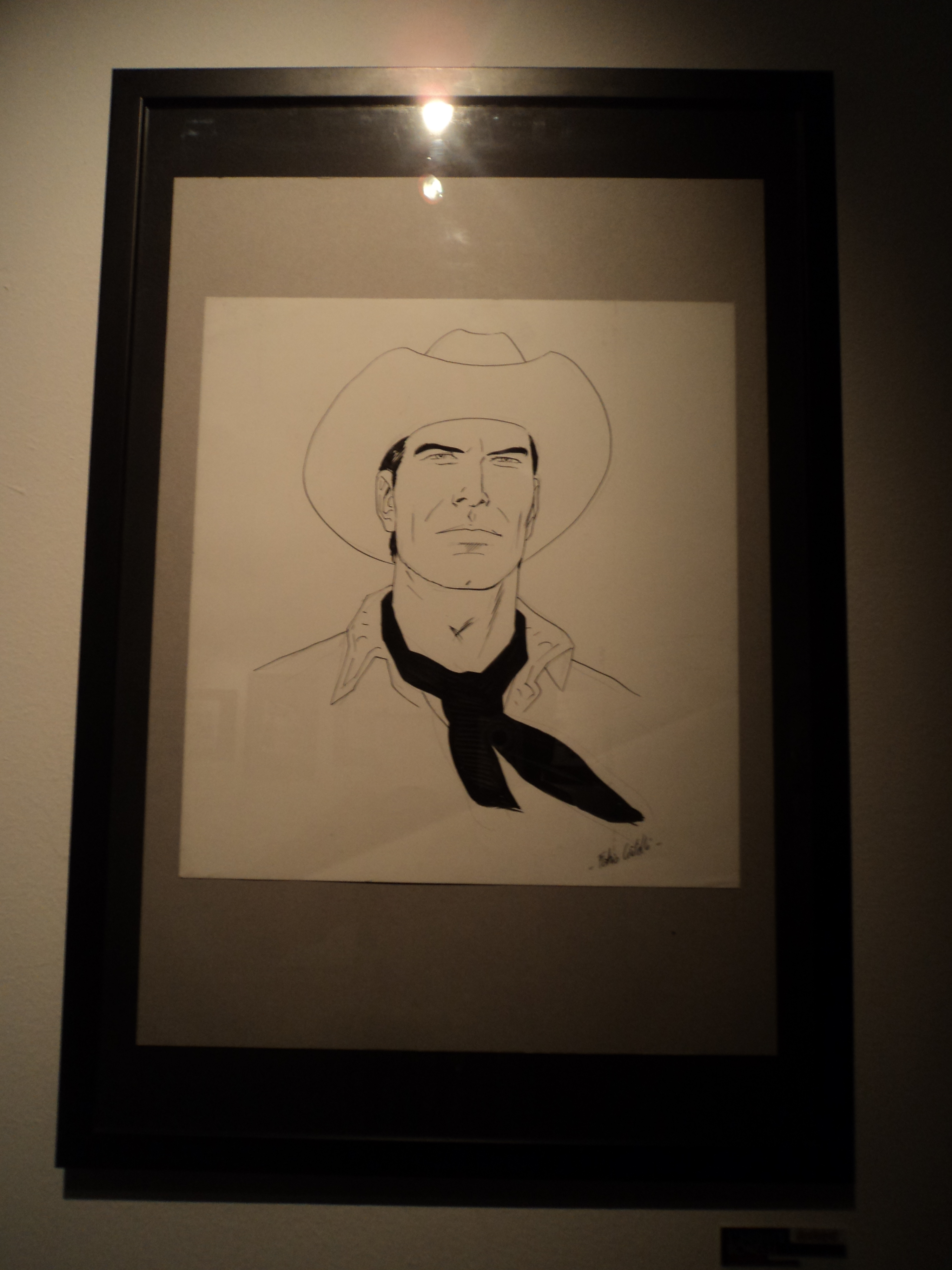
Dibujo de Tex realizado por Civitelli en la exposición L'Audace Bonelli, Roma 2013.

Fabio Civitelli (Lucignano, Arezzo, Italia, 9 de abril de 1955) es un historietista y pintor italiano.

## Biografía
Debutó en 1974, con 19 años de edad, cuando fue encargado por el estudio de Graziano Origa de dibujar algunos episodios de Lady Lust, historieta publicada por la Edifumetto. En ese periodo colaboró también con las editoriales Rizzoli, Dardo y Ediperiodici. En 1977 trabajó para las revistas Il Monello y L'Intrepido de la editorial Universo bajo el seudónimo de "Pablo de Almaviva"; en 1979 dibujó para la revista Bliz, de la misma Universo, el personaje de Doctor Salomon con guion de Silverio Pisu. Ese mismo año también ilustró cómics de Marvel, concretamente Spider-Man y Los 4 Fantásticos, producidos en Italia y publicados por la revista SuperGulp! de Mondadori.
En octubre de 1979, gracias a su colega y amigo Fernando Fusco, fue presentado a Sergio Bonelli, que lo contrató de inmediato. Empezó así su colaboración con la editorial Bonelli, ilustrando historias de Mister No con guiones de Alfredo Castelli, Claudio Nizzi y Tiziano Sclavi, publicadas entre 1980 y 1984. De este personaje dibujó, además, el Almanacco dell'Avventura de 1994. En 1984 ilustró las historias "Pomeriggio cubano" y "L'Avana - Serenata Cubana", respectivamente para las revistas Orient Express y Giungla!, también editadas por la Bonelli.
En 1984 pasó a trabajar para el personaje más popular de esta editorial, Tex, al que se ha dedicado hasta hoy. Debutó con la historia "I due killers" de 1985, bajo los textos de Claudio Nizzi, con el que ha colaborado casi continuamente hasta 2008, también escribiendo algunas historias (con guiones del mismo Nizzi). Entre 2007 y 2009 dibujó una historia de dos álbumes de Tex escritas por Gianfranco Manfredi. En 2008 ilustró "Sul sentiero dei ricordi", historia de 110 páginas escrita por Nizzi para el 60° aniversario de la creación del personaje.
En noviembre de 2010 fue publicado, en 500 copias, el libro Il mio Tex - La ballata del West di Civitelli e Verger, escrito por Giovanbattista Verger, un conjunto de noventa ilustraciones inéditas del artista de Lucignano. Pocos meses después terminó las doce ilustraciones del libro Tex Willer - Il romanzo della mia vita de Mauro Boselli, editado por Mondadori. En 2012 fue publicado el álbum especial de Tex titulado "La cavalcata del morto", con guion de Mauro Boselli.
En abril de 2014 debutó en la serie Dylan Dog con "Le radici del male", una breve historia escrita por Michele Masiero que presenta un cruce con Mister No.